# Victor Agbanou
Mons. Victor Agbanou (* 23. prosince 1945 Lokossa) je beninský římskokatolický duchovní a emeritní biskup Lokossy.

## Život
Narodil se 23. prosince 1945 v Lokosse.
Po teologických studiích ve Vyšším semináři Ste Jeanne d’Arc de Ouidah a St Gall de Ouidah byl 10. srpna 1974 vysvěcen na kněze a inkardinován do diecéze Lokossa. Studoval také v Togu, Monaku a v Německu. Po vysvěcení působil jako profesor v seminářích a dalších vzdělávacích institucích.
Dne 5. července 2000 jej papež Jan Pavel II. jmenoval biskupem diecéze Lokossa. Biskupské svěcení přijal 4. listopadu 2000. Světiteli byli kardinál Bernardin Gantin, biskup Jean Marie Louis Bonfils a biskup Paul Kouassivi Vieira.
Dne 4. března 2023 papež František přijal jeho rezignaci na diecézního biskupa z důvodu dosažení kanonického věku 75 let.